# フェアリーフェンサー エフ
『フェアリーフェンサー エフ』（Fairy Fencer F、略称：FFF）は、2013年10月10日にコンパイルハートより発売されたゲームソフト。
2013年10月10日にPlayStation 3版が発売され、2015年8月4日にMicrosoft Windows版が海外のみ発売された（後述）。
諸要素を追加実装したリメイク作品（ただしコンパイルハートは同作を「リメイクではない」と定義している）『フェアリーフェンサー エフ ADVENT DARK FORCE』（フェアリーフェンサー エフ アドヴェント ダーク フォース、略称：FFFADF）についても本項で扱う。

## 概要
コンパイルハートが新たに立ち上げたRPGの新規IPブランド「ガラパゴスRPG」の第1弾タイトルである。「ガラパゴスRPG」とは「日本の特定のお客様に向けた」RPG専用ブランドとされ、日本国外への進出も視野に入れたゲーム作品が盛況を示す中、敢えて日本国内の市場に注力するというコンセプトが込められている。科学文明が崩壊した後の世界で、怠惰な主人公が2人のヒロインとの出会いをきっかけに女神と邪神の封印を巡る冒険に身を投じていくという内容のファンタジーRPGである。
制作には同社の『超次元ゲイム ネプテューヌ』シリーズを手がける「ネプテューヌチーム」の主要スタッフの他、天野喜孝（邪神デザイン）、植松伸夫（楽曲）、井上敏樹（シナリオ）など外部より著名クリエーターを起用している。また、ゲームシステムも『超次元ゲイム ネプテューヌ』の戦闘システムを発展させたものとなっている。
表題につけられた「エフ」は、主人公であるファングの頭文字を指していると解釈できるものとなっているが、実際には企画当初の仮題であった『フェアリーフェンサー』の語感が、内容に反して可愛らしすぎるという理由で後付けされたものであったという。タイトルが決まってから理由付けを設定する形で、劇中の用語や固有名詞、キーアイテムなどに「F」の頭文字がつく名称を多用する方針が取られた。
本作は剣と魔法のファンタジー世界を舞台としたRPGではあるが、パーティキャラクターが戦闘中にゲージを溜めることで、メカニカルなプロテクターをまとった姿にパワーアップして戦うというギミックが取り入れられている。類似のゲームシステムは『ネプテューヌ』シリーズにも用いられていたものの、本作ではシナリオに平成仮面ライダーシリーズの脚本を手掛けた経験のある井上を起用し、特撮変身ヒーロー番組のような作風を想定して企画が進められた。例えば主人公には物語前半と後半で異なる変身形態が用意され、戦闘曲も変化するが、これはアニメや特撮ヒーローものの約束事を意識した演出であるとされる。井上が執筆したシナリオは、企画初期の構想とは登場人物の人物像が大きく異なっていたが、イラストレーターのつなこが手掛けたキャラクターデザインには、企画初期のデザインよりも井上の意向や作風が反映された。
本作では、1人の男主人公を巡って2人の対等のヒロイン（ティアラ、アリン）が三角関係を繰り広げるという、ダブルヒロインの構成が取られている。ただし同じスタッフが手がけた『ネプテューヌ』シリーズが女性ばかりの世界を舞台としていたのに対し、本作ではパーティキャラクターの男女比が、（人間の姿をしていないキャラクターを除くと）概ね1対1になるよう設定され、男性キャラクターの活躍が大きくストーリーに関わるなど、コンパイルハートが手掛けた作品の中では異質なものとなっている。コンパイルハートの社内では、ユーザーに受け入れられるかどうかを不安視する意見もあったが、ディレクターの伊藤謙による「普通のRPGに近づけたい」「家事のできる中年男性を登場させたい」といった意見で押し通された。ただし、発売前のプロモーションは女性キャラクターの紹介が先行したため、ファンからは「ハーレムRPG」のように受け取られたこともあったという。
本作の企画・開発スタッフによれば、本作では発売前から丁寧なプロモーションを心がけたこともあり、新規タイトルとしては発売前後の反響も大きく手応えを感じられたとしている。2015年には、本作への反響をもとにゲームシステムを刷新してストーリーに新要素を追加した、本作の系譜に連なる関連作品『フェアリーフェンサー エフ ADVENT DARK FORCE』をPlayStation 4用ソフトとして発売された。
本作の続編となる『フェアリーフェンサー エフ Refrain Chord』が2022年9月15日に発売された。

## ゲーム内容

### フューリーと妖聖

#### パートナー妖聖
ゲーム中で戦闘メンバーとして戦うパーティキャラクターは、生身で戦うフェンサー（Fencer）と、フェンサーの近接武器や射撃武器に憑依して戦う妖聖（ようせい、Mystique、またはFairy）の二人一組の登場人物として扱われる。フェンサーの武器に憑依する「パートナー妖聖」は最初から固定されており、プレイヤーの任意で変更することはできず、またストーリーの都合で変わることもない。フェンサーは経験値によって能力値が成長し、パートナー妖聖は戦闘で得られるWP（ウェポンポイント）というポイントを割り振ることで強化され、必殺技や魔法を習得していく。
「フューリー」と総称される、妖聖を憑依させたフェンサーの武器は、基本形態以外にも妖聖の成長によって剣・大剣・ナックル・薙刀・槍・鎌・弓・銃・斧・ランチャーの10種類のうち最大6種類までの形態に変形することができ、フェンサーの攻撃モーションに合わせて自在に姿を変えることができる。敵キャラクターの弱点に合わせた武器形態をコンボにセットれば、通常よりも大きなダメージを与えることができ、アヴァランチアタックの発生率も上昇する。

#### レゾナンスエフェクト
ゲーム本編前半では、女神復活のために数多くの妖聖を集めるというストーリー上の目標が設定されており、ゲームを進めることでパートナー妖聖以外にも多くの妖聖を獲得することができる。フェンサーはパートナー妖聖とは別に、ゲーム中に獲得した妖聖を装備画面から一体選んで「レゾナンスエフェクト」として装備することができ、妖聖が持っているアビリティー（能力）を使うことができる。これによって特定形状の武器や特定属性の魔法などの威力を上昇させたり、一定状況下での回復効果を追加したり、といった様々な効果を得ることができる。レゾナンスエフェクトの対象となっている妖聖は、装備中のフェンサーが経験値を得ることによってレベルアップし、新たな能力を獲得することができる。
ゲーム中に獲得した妖聖たちは、本編中で登場人物と会話を交すことはないものの、メニューを開いて一覧から選択することによって話しかけることができる。この際には、ゲーム本編の展開や、一緒に戦った戦闘回数に応じた内容のボイスつきメッセージが用意されている。

#### ゴッドリプロダクト
ゲーム中に登場人物が獲得した妖聖を用い、「ゴッドリプロダクト」と呼称される儀式を行うことで、太古の戦いで封印されたという設定の「女神」と「邪神」の身体に刺さっている剣状のフューリーに妖聖を宿らせて、獲得することができる。一度紐付けた妖聖とフューリーの組み合わせは変更することはできないが、フューリーには紐付けた妖聖のレゾナンスエフェクトに追加されるアビリティーを備えており、妖聖が元から持っているアビリティーと組み合わせることでさまざまな効果を発揮する。ただし妖聖とフューリーにはS、A、B、Cのランクがあり、同じランク同士の組み合わせでしか紐付けることはできない。
ゴッドリプロダクトは、ヒロインの一人であるティアラとそのパートナー妖聖であるキュイの特殊能力であるという設定であるため、ティアラがパーティにいないと行うことができない。ゴッドリプロダクトによって女神の封印を解き、邪神を封印することはゲーム上の目標という設定になっており、女神または邪神のいずれかから全てのフューリーを引き抜くと会話イベントが発生する。

#### ワールドインフルエンス
ゴッドリプロダクトによって引き抜いたフューリーをワールドマップに刺していくことで、フューリーに備わった「ワールドインフルエンス」と呼称される効果を、マップ上のダンジョンなどのフィールドへと適用することができる。この効果は敵味方の双方に「物理攻撃力減少」「ダメージ2倍」「魔法禁止」「獲得経験値アップ」などの、ゲームバランスを変化させるさまざまな効果を及ぼす。フューリーに宿っている妖聖のレベルが高ければ、一つのフィールドに複数のフューリーを刺し、それらのワールドインフルエンス効果を同時に適用することもできる。全ての妖聖が最大レベルまで強化されている場合、理論上は一箇所のフィールドに、ゲーム中で獲得可能な全てのフューリーを刺すことも可能であり、複雑な組み合わせを可能としている。ワールドインフルエンスの効果にはメリットとデメリットの両面性があるものの、バランスはラフに調整されており、組み合わせ次第ではきわめてプレイヤーに有利な効果をもたらす。
レゾナンスエフェクトとワールドインフルエンスは同時に行うことができないが、多くの効果を同時に適用させるには、フューリーに宿っている妖聖をフェンサーに装備させてレベルを上げる必要が生じる。このためプレイヤーは適宜、妖聖をフェンサーに装備させるかワールドマップに刺すかを選択する必要に迫られる。

### 移動
ゲームの進行は、ワールドマップの中央に位置する「大都市ゼルウィンズ」を拠点として、各地のフィールドへと出かけていく形で進んでいく。ワールドマップでの移動は、全体図から行きたい場所を示す形で、街での移動はメニューから行き先を選択する形で行われる。ゲーム中では、ゼルウィンズ以外の有人の街や集落に入ることはできず、他の街でアイテムを購入したりすることはできない。プレイヤーが次に進むべき場所やサブイベントの発生場所は、ワールドマップやタウンマップに表示される。
各地の野山や洞窟やダンジョンなどのフィールドは、キャラクター後方からの3DCGで描かれ、視点は自由に回転することができる。フィールドにおける敵との遭遇はシンボルエンカウントとなっており、接触の際にボタンを押して敵を斬りつけるアクションに成功すれば、テンションゲージの高い有利な条件で先制攻撃ができるが、逆に後方などから敵に接触されると先制を許すなどの不利な状況が発生する。ただし、フィールドで操作中のキャラクターのパートナー妖聖が「警戒」のアビリティーを習得している場合は、常に有利な状況で戦闘を開始できる。フィールドを出てワールドマップに戻ると、戦闘などで消耗したHPやSPは自動的に全快する。

### 戦闘
戦闘ではパーティーメンバーのうち3人までが参加できる。手番を1回消費して、戦闘中にメンバーを交代させることも可能である。『ADVENT DARK FORCE』ではパーティーメンバーが最大6人までとなり、さらに控えのキャラクターと交代する際にそのまま（交代後のキャラクターが）行動可能となった。
画面左上に表示された行動順番に沿って敵味方に手番が回り、手番が来たキャラクターは、3DCGで描かれた戦闘フィールドを移動し、通常攻撃、待機、必殺技（アタックエフェクト）、魔法（マジカルエフェクト）、アイテム、固有技、フェアライズ、交代のコマンドの中から、1種類の行動を選択して実行する。また、フィールドの端まで移動すると「逃走」を選ぶことができ、ボス戦などを除き、一定確率で戦闘を終了することができる。

#### コンボとアヴァランチアタック
通常攻撃は『超次元ゲイム ネプテューヌ』シリーズと同様、戦闘前にあらかじめゲームコントローラーにおける○△□のボタンに対応する欄にセットしておいたモーションを組み合わせたコンボ（連続攻撃）で攻撃する。このとき敵を空中に打ち上げる攻撃の直後に、空中の敵を追撃する効果のモーションで攻撃すると、大きなダメージを与えることができる。また、ヒット数の多いモーションを多く組み込むと、テンションゲージが溜まりやすくなる。
コンボの回数は妖聖の成長によって増加する。また主人公のパートナー妖聖であるアリンのみ、物語後半のストーリー展開を経て、自動的に他のキャラクターより1回分多いコンボが可能になる。
通常攻撃でクリティカルヒットや弱点属性の攻撃を多く当てると、確率で「アヴァランチアタック」と呼称される特殊攻撃が発生する。アヴァランチアタックには、次に行動する敵側のキャラクターよりも先に手番が回ってくる仲間キャラクター全員が加勢することができ、仲間キャラクターが次々と入れ替わりながら、通常攻撃としてセットしていたコンボを当てていく形になる。このときには一人が敵を打ち上げて、後続のキャラクターが空中で追撃するというコンボも可能となる。アヴァランチアタックに加勢したキャラクターの手番は消費されず、また最初の一人がアヴァランチアタックを発生させて3人での攻撃を行い、続く二人目が更にアヴァランチアタックを発生させて2人での攻撃を行う、という状況が発生することもある。コンボが正しく繋がるようにセットされていればボタンを連打するだけで出すことができ、簡単な操作で劇的かつ見栄えの良い攻撃を繰り出せることを意図したゲーム性となっている。

#### フェアライズ
自分の手番で敵に攻撃を当てたり、アヴァランチアタックに参加したりすることで、各キャラクターの「テンションゲージ」と呼称されるリソース値が増加し、攻撃力や防御力などが上昇していく。テンションゲージが一定以上になると「フェアライズ」と呼称されるコマンドが使用可能となり、これによってフェンサーは妖聖と合身して、機械的なプロテクターを身にまとった「フューリーフォーム」へと変身することができる。
フェアライズ中にはキャラクターの総合的な戦闘能力が大きく上昇するほか、HPとSPの両方を消費して、フェアライズ中のみに使える超必殺技（リミットアタック）を繰り出すことができる。主人公のみフェアライズ中のみに使える技が2種類用意されており、一方は最終必殺技（オーバーリミットアタック）と呼ばれている。フェアライズの際にはいわゆる変身バンクの演出が挿入され、フェアライズ状態が維持されている間、および超必殺技や最終必殺技を使用する際には、戦闘BGMが専用挿入歌に変わるなどの演出が入る。
フェアライズ中にダメージを受けたり、HPを回復させたりするとテンションゲージが減少してしまい、ゲージが尽きるとフェアライズが解除される。またテンションゲージは次の戦闘へと持ち越すことはできず、エンカウント時に先制攻撃を取ったか取られたかという条件で初期値が決まる。

## 世界設定
オープニングムービーでは、劇中世界における神話が、世界における事実として描かれている。いわく、劇中世界の人類は女神の恩恵により栄えていたが、女神と邪神の間に争いが起こり、神々は妖聖と呼ばれる種族たちを憑依させて力とする武器「フューリー」を動員して争いを続けた。結果として、二柱の神々は互いに無数のフューリーに貫かれて相打ちとなり、互いを封印し合う形で姿を消したとされる。劇中での言及によれば、かつて女神が封印されたことによって失われた文明は、人類を星の世界にまで到達させるほどの水準であったとされ、またゲーム本編のフィールドには、機械や巨大建築物の骨組が偏在する風景が描かれており、SF的な科学文明が栄えていたことを示す描写がされている。例えばマップの東端にある三本の塔（地への回廊、逆様の円塔、天への階）は、元は巨大な塔であったものが三本に折れて大地に突き立ったものであると劇中で説明されており、ゲームクリア後に閲覧できる設定画のキャンプションでは、これらの塔が元々「軌道エレベータ」であったことが明かされている。
主要登場人物の間では女神が善で邪神が悪であるという価値観が暗黙のうちに共有されているが、神々が何を争点として争ったのかは劇中では最後まで明確にされない。ゲーム内のヘルプでは「女神は全ての命を守るため、邪神は全てを無に帰すために争ったとされる」という説明があるが、伝聞という体裁の説明になっており真相は曖昧にされている。二柱の神々が遺したフューリーを集めれば願いがかなうとされ、フューリーを手にして妖聖と契約した「フェンサー」と呼ばれる者たちによる奪い合いが起きている。なお劇中におけるアリンの台詞では、フェンサーとパートナー妖聖は主従ではなく対等の関係とされる。
ゲーム本編の舞台となるのは、大企業ドルファ・ホールディングスが統治する大都市ゼルウィンズとその周辺の地域となっている。その他の地域の様相は詳しく描かれないが、設定上ではゲーム中のワールドマップで描かれる範囲の外側にも世界が続いているとされ、そうした世界の姿が主人公の最終必殺技（オーバーリミットアタック）の演出に反映されている。ガルドやアポローネスといった一部の登場人物の衣装や言動は、日本風の文化を持った地域がどこかに存在していることを示唆するものとなっているが、あまり詳しい裏設定はされておらずプレイヤーの想像に委ねる形となっている。

## ストーリー
本作の物語中盤には主人公が過去へと時間を遡り、序盤の展開からやり直すという内容のイベントがあり、その場面を境として物語を「第1部」と「第2部」に区切ることができる。
『ADVENT DARK FORCE』では、特定の条件を満たすことで第1部の結末の内容が変化し、第2部の内容が3つのルートに分岐するように変更されている。PS3版における第2部のルートは「女神編」とされ、時間逆行後のルートにかつての味方であった人物が敵に、敵であった人物が味方になっていく「邪神編」、そして怪しげなワインを高額で人々に売りつけ、正義会を名乗る謎の組織・セプテリオンクラブとの争い、そしてセプテリオンクラブが復活を目論む魔神との最終決戦を描く「魔神編」が新たに加わった。詳細は「#ストーリー（ADVENT DARK FORCE）」を参照。

### 第1部
何事にも縛られず自由で怠惰な生き方を信条とする流れ者、ファングは、大企業ドルファ・ホールディングスが統治する大都市ゼルウィンズに立ち寄った際、台座から引き抜くことができれば何でも願いが叶うとされる剣の伝説を耳にし、空腹を満たすという刹那的な願いを叶えるためにその剣を引き抜く。しかし剣に宿っていた妖聖の少女、アリンから、実際に願いを叶えるには同様に妖聖を宿したフューリーを100本集め、封印されている女神を復活させなければならないと告げられる。願いを叶えることができなかったファングは無銭飲食の罪で逮捕されるが、脱獄を手引きしたアリンから、彼女が記憶喪失であることを打ち明けられ、記憶を取り戻すために女神復活を手伝って欲しいと懇願される。ファングは彼女のことを無下にできず、契約を交してフェンサーとなる。
物語は、大都市ゼルウィンズを拠点に、情報屋の少女、ロロからフューリーの目撃情報を購入しつつ、モンスターが出没する各地の野山や洞窟へと向かうという形で進行する。ファングは最初の情報を元に向かった先で、同様にフューリーを集めているフェンサーの少女、ティアラと競合し、毒入り紅茶を飲まされて出し抜かれそうになるが、結果として彼女を助けることになり、以降は仲間として行動を共にすることになる。順当にフューリーを集め、その過程で妖聖研究家のハーラー、ドルファの下っ端戦闘員ガルド、謎の生き物ピピンといった仲間を増やしていったファングは、表向き地域密着型の優良企業として振る舞っているドルファが、邪神を復活させて世界征服を企む悪の組織であることを知る。ドルファもまた邪神復活のためにフューリーを集めており、ファングはドルファと戦うため、邪神の末裔に滅ぼされた一族の復讐のため戦う正義のフェンサー、シャルマンと共闘することになる。一方、次第に失っていた記憶の一部を取り戻していくアリンは、女神の記憶の一部を不完全ながらも受け継いだ、女神の化身として覚醒する。
次々と現れるドルファの刺客や幹部を返り討ちにし、とどめを刺して殺害していくファングだが、やがてそういった相手にも家族がいるという現実に直面し、戦いに対する後味の悪さや迷いを抱えるようになる。また、邪神の末裔という忌まわしい出自を仲間に隠し続けているティアラも、自分の命を犠牲にすることで邪神復活を阻止するという決意を固めていく。女神復活に必用な準備を整え、儀式を執り行うための聖域へと向かうファングたちだが、ドルファの妨害により乱戦となる。その最中にティアラはシャルマンに殺害されて本懐を遂げるが、その結末に納得できないファングは無意識にティアラの復活を願い、その願いは復活した女神によって聞き届けられる。

### 第2部
ファングとアリンは仲間とはぐれて時間を遡り、ティアラから毒入り紅茶を差し出される場面まで巻き戻る。ティアラとの噛み合わない会話を経て、状況を把握したファングとアリンは、今度こそティアラの命を救うことや、後味の悪い思いをしたドルファとの戦いでは不殺を貫くことを決意する。不審の目を向けるティアラと共に、ファングたちは既に仕掛けの内容が分かっている野山や洞窟を再踏破し、フューリーを集め、仲間たちを集め、また以前は殺し合う相手であったドルファの幹部アポローネスや暗殺者のエフォールを仲間として勧誘しようと試みる。一方、時間が巻き戻った世界では、なぜかシャルマンは目的のためには手段を選ばぬ非道な人物になっていた。シャルマンは邪神の力で世界平和を成し遂げるためにドルファを乗っ取ると、邪神復活の生贄としてティアラを求め、ファングたちと敵対する。
シャルマンの妨害を受けつつも再び女神復活の準備を整えたファングであったが、今度は女神はファングの資質を認めず、願いを叶えることができなかったファングはシャルマンに敗れて殺害される。しかしアリンの自己犠牲により一命を取り留めたファングは、ロロの協力を得て、生贄として誘拐されたティアラを追って邪神復活の儀式の場に辿り着き、そこで世界を救うかティアラを救うかという選択を迫られる。ファングは初志を貫徹して後者を選び、邪神はシャルマンを依り代として復活してしまうが、ファングの選択を支持した女神が力を貸し、また邪神の制御に失敗したシャルマンも、自分の尻拭いをファングに託して消滅する。
邪神は倒され、女神もまた力を使い果たして眠りにつき、集めたフューリーも散らばってしまう。仲間たちはそれぞれ新たな目標を得て旅立っていく。二人のヒロインのうち、アリンはファングとの別れを悲嘆しつつ女神の一部へと還元され、ティアラは邪神の末裔という運命から自由となり旅立つが、ファングが各ヒロインとの間に規定のサブイベントを経験している場合、いずれかのヒロインとの関係が続いていくエンディングとなる。

## 登場人物
「声」はゲーム中で役を演じた声優。

### パーティーキャラクター
二人のヒロインのうち、ゲームの発売前にはティアラの方がファンの間で人気や存在感があり、公式サイトや各種媒体でもティアラの順序が先に紹介されており、またゲーム本編でもティアラとアリンの双方のエンディング条件を満たした場合はティアラのエンディングが優先される。ただし、ゲーム製作スタッフの間ではアリンの方が「正統派の嫁」という認識であったといい、実際にゲームの発売後には一気にアリンの人気が盛り上がったとされる。
ファング
声：逢坂良太
20歳、男性。本作の主人公。フェンサーの青年。態度が尊大で口が悪く、怠惰で快楽主義的な人物だが、仲間からは「悪ぶっていても根は善人」と評されている。
劇中で3度に渡って無銭飲食を咎められるなど、ヒーローらしくない人物だが、物語を通じて精神的に成長していく。こうした人物像は、本作のシナリオを手掛けた井上の作風を色濃く感じさせるものとなっている。「自分の運命は自分が決める」という信条を持っており、物語開始時は食欲や睡眠欲に逆らわず気ままに生きるという意味であった。
固有技は消費SPが増加する代わりに攻撃力を強化する「本気」。発動中は通常攻撃でもSPを消費するようになるが、アビリティでさらに攻撃力を高めていくことができる。リミットアタックは炎をまとったフューリーで敵を切り刻み、とどめとして燃え盛る拳を叩き込む「バーニングストライク」。上述の通り彼のみ、超巨大な光の刃で敵を一刀両断にするオーバーリミットアタック「フォースインパクト」が使える。
女神編
前述の信条の意味が、時間が巻き戻って以降はティアラが殺されてしまう未来を自力で変えるという意味に再定義される。また、たとえ敵であったとしても自分が関わった人間が死んでしまうことを良しとせず、不殺を誓うようになる。
邪神編
記憶を失い、ドルファの社長になっている。シャルマンに説得され、ティアラがさらわれてからパーティーに戻る。終盤では（元々記憶を失っていなかったシャルマンやアリンを除く）他の登場人物とは異なり、前の世界の記憶を思い出すことになる。
魔神編
偽りの正義を振りかざすセプテリオンクラブの野望を阻止するため、かつての仲間たちや、今や迫害を受ける立場である元ドルファの構成員である人物たちを仲間に加え、セプテリオンを動かすシャルマン、およびジュヌーンと対立する。
アリン
声：大久保瑠美
17歳、女性。本作のヒロインの一人。髪型をツインテールにした、腰に4枚羽のある少女型の妖聖で、ファングのフューリーに宿っている。勝ち気な性格だが比較的常識人で、パーティーの良心的人物にしてツッコミ役。その正体は女神の化身だが、記憶喪失のため自身の出自を覚えていない。ツンデレで、当初はファングのことを情けなく思っていたが、次第に彼に対する恋心を自覚していく。物語全編を通してファングと行動を共にし、ファングの味方であり続けるが、女神編の終盤では瀕死のファングを救うために実体を失い、彼と一体化する。ティアラエンドやノーマルエンドでは女神の一部へと還元され、ファング対する恋心を告白しつつも記憶を消去されて消滅するが、アリンエンドでは告白の台詞はなく、「ファングが女神にそう願ったから」という理由で復活する。体を縮小化させることができ、モンスターの内部に入り込んだり、敵地の偵察を請け負ったことがある。
フューリーの基本形態は大振りの片手剣で、火属性の攻撃を扱える。ファングとフェアライズした際には左右非対称な片耳片翼のプロテクターとなって装着される。第2部のいずれのルートでも、終盤でフューリーが強化され、色や形状が変化し、フューリーフォームも黄金に輝く片耳両翼の姿となる。
『ADVENT DARK FORCE』ではフューリーフォームのデザインが変更され、強化前は一対の翼を備えた赤をメインカラーとしたプロテクターをまとい、強化後はカラーリングが金色を基調としたものに変化すると同時に、背部に独立して浮遊するブースターのようなものが現れる。どちらの形態もヘッドギアを装着しており、目元が隠れるようになっている。

ティアラ・ティリス・ティアーズ
声：石原夏織
18歳、女性。本作のヒロインの一人。フェンサーの少女で、女神復活に向けてフューリーを集めている。縁者が大都市ゼルウィンズで「向日葵荘」という名の宿屋を経営しており、ファングたちに協力の見返りとして冒険の拠点を提供する。
高飛車で、ファングやアリンからは「腹黒女」「根性ババ色」などと形容される性格だが、罵倒されると気分が高揚してしまうマゾヒストでもあり、怒られても態度を改めない。初期装備の衣装はゴシックロリータ風の蒼いドレス（邪神編と魔神編では空色のドレス）で、お嬢様のような言葉遣いをし「王家の生まれ」を自称しているが、実際には父親の血筋の秘密を知って逃げ出してきた母親に女手一つで育てられたという過去を持つ。その素性は邪神の血を引く末裔で、邪神復活の生贄として狙われているが、彼女自身はそのことを呪わしく思っており仲間には出自のことを隠している。
第1部では、傷つきながらも自分を守ろうとするファングに対し、自分のことを好きにならないでという謎めいた忠告を残した。
固有技は他のコマンドの使用に制限がかかる代わりに、自身へのダメージを大幅にカットする「バリア」。発動時は手番を一回消費するが、解除時はそのまま次の行動が可能。また、『ADVENT DARK FORCE』では物理攻撃を受ける度にSPを回復する「特殊セーヘキ」なる専用アビリティが追加されている。リミットアタックは高速回転するフューリーで敵を切り刻み、球状の水の中に閉じ込めて一気に炸裂させる「テンペスタワルツェ」。
女神編
程なくして邪神の復活を阻止するために自ら死を選んでしまう。面識もないのに自分のことを知っている自称未来人のファングをストーカー扱いしつつも、自分と違って宿命に囚われていないファングの自由奔放な生き方に羨望を抱くようになっていく。ただし、第1部の時点でファングには好意を持っていた様子。
邪神編
記憶をなくしており、さらに以前の彼女とは似ても似つかない荒々しい口調や態度に豹変し、アリンらからはまるでファングのようだと称される。終盤で邪神に取り込まれたところを救出されて以降は以前のお嬢様スタイルに戻っている。
魔神編
敵の攻撃から身を挺してファングを守り、命を落としてしまう。時間逆行後は以前の記憶を持たない別人として登場し、当初は自分のことを知っているファングらをストーカー扱いして気味悪がるものの、次第に彼らを信用して行動を共にするようになる。
キュイ
声：能登有沙
ティアラのパートナー妖聖。長い耳を持つ白い小動物のような姿をしている。「キュイキュイ」という鳴き声で鳴き、人語を話すことはできないが、ティアラとのコミュニケーションはとれている。なお、ティアラによれば正式な名称は「キュベリエル」というらしい。
フューリーの基本形態は柄の両側に刃を備えた薙刀で、水属性の攻撃を扱える。ティアラとフェアライズした際は腰に一対のウイング型スタビライザー、および背面に巨大なリングを備えた姿となって装着される。『ADVENT DARK FORCE』でも形状は同じだが、メインカラーがピンクから空色に変わっている。

ハーラー・ハーレィ
声：東山奈央
24歳、女性。妖聖の研究を行っているフェンサー。肉感的な身体の美女だが、女色家であったり性的な羞恥心に無頓着であったりという一面を持ち、周囲を慌てさせる。妖聖の検診も担っているのだが、職権を乱用してあれこれ触っている様子。
固有技は敵の詳細データを閲覧する「分析」。専用アビリティで敵のガードゲージを表示させたり、分析を広域化することができる。リミットアタックは左肩のリングから無数の魔法陣を展開しつつ敵を撃ち抜き、最後に魔法陣からの一斉射撃で広範囲を吹き飛ばす「サウザンドブリッツ」。
邪神編
邪神に作りかえられた世界に絶望し、ドルファの構成員となっている。当初はファングらと敵対するものの、女神の存在に希望を見出し再びパーティーに加わる。
バハス
声：てらそままさき
41歳、男性。ハーラーのパートナー妖聖で、頭の禿げた中年の姿をしている。家事全般が得意。菓子作りが趣味で、劇中ではその腕前で登場人物たちを幾度も魅了する。なお、家事は元々得意という訳ではなく、ハーラーの家事能力があまりにも酷かったために修得したもの。料理の腕も、覚え始めたら面白くなったことで前述のレベルに到達するまでハマった結果である。
フューリーの基本形態は拳銃で、土属性の攻撃を扱える。特定の技の発動時には同じものをもう一つ出現させ、二丁拳銃となる。ハーラーとフェアライズした際は左肩に巨大リング、および腰の左側に三連の砲塔のようなものを備えた姿となって装着される。リミットアタック発動時には照準用のスクリーンが展開する。なお、フューリーフォームに変身する際は武器そのものを放るのではなく、発射した銃弾によって変身する（後述のエフォールも同様）。

ガルド・ガルムズオム
声：粟津貴嗣
20歳、男性。大企業・ドルファのもとで働く熱血フェンサー。ネイティブな関西弁で喋る。正社員の道をちらつかされつつアルバイトとして汚れ仕事を請け負っており、当初はザンクの手下として登場するが、戦いで自分を打ち負かしたファングに惚れ込んで仲間となる。
10歳の時点で劣悪な家を逃げ出し、放浪生活を送っていたという陽気な性格からおよそうかがえない壮絶な過去を持つ。マリサと出会った当初は野良犬のようであり、マリサに躾けられて矯正された様子。
ガルドとマリサは8組中3番目に主人公の仲間となるキャラクターだが、オープニングムービーに登場しない。ゲームの開発中は「主人公のライバル」という設定が予定されており、初期設定では険しい目つきのデザインが準備されていた。
固有技は命中率が著しく低下する代わりに攻撃力を大幅に上昇させる「フルスイング」。リミットアタックは風を自在に操り、巨大な竜巻の中に閉じ込めた敵を真っ二つに切り裂く「天上天下」。
女神編
時間逆行前とほとんど同じ状況で再びパーティーに加わる。
邪神編
パーティーメンバー入りすることなく、終始ドルファの一員としてファングらと敵対する。
魔神編
ドルファの構成員であったことがセプテリオンに知られ処刑されそうになるものの、ファングらに助けられる。パーティーに戻るが、直後にシャルマンを足止めするため、マリサにファングのことを任せて犠牲となり離脱する。
マリサ
声：井出佳耶乃
22歳、女性。ガルドのパートナー妖聖で、彼にとっては母親のような人物。現在は非常に甘いのだが、ガルドと出会った当初は彼の素行もあって口うるさかったらしい。
フューリーの基本形態は大鎌で、風属性の攻撃を扱える。ガルドとフェアライズした際には和太鼓をモチーフとしたジェットブースターを備えた姿となって装着される。

ピピン
声：下田麻美
年齢不詳、性別不詳。アフロヘアーの頭に剣を刺した、緑色の猫のような顔、紡錘形の身体という、着ぐるみとも謎の生物ともつかない奇妙な出で立ちのフェンサー。武勇に優れた古参のフェンサーを自称し、説教や長話が好き（ただしたまに物凄く短い話もする）。以前は体に十本剣が刺さっていた、「蒼き疾風のピピン」と呼ばれていたなど、たまにその正体にまつわる話が出るも、邪魔が入るなどしてうやむやになるため結局正体は謎のままである。ティアラによると、街の雑貨屋にはピピンそっくりの抱き枕が売られているらしい。
固有技は一部の敵を除き、一定確率で戦闘からモンスターを除外する「説得」。当然倒しているわけではなので経験値などは得られない。リミットアタックは頭に刺さった剣のエネルギーを足先に集中させ、飛び蹴りの要領で敵を貫く「エクスカリバー」。
ソウジ
声：小野友樹
20歳、男性。ピピンのパートナー妖聖で、執事のような美青年の姿をしている。ピピンが人間離れした姿をしているため、劇中では第1部、第2部を通し、何度もソウジの方がフェンサーであると間違われている。
フューリーの基本形態はナックルで、雷属性の攻撃を扱える。ピピンとフェアライズした際には5本の剣が刺さった体より大きいヘルメット状の姿となって装着される。

シャルマン・シャルルランザ
声：江口拓也
21歳、男性。世界平和を夢見、悪用を防ぐためにフューリーを集めているフェンサーの青年。一族を邪神の末裔に皆殺しにされたという過去を持ち、世界平和の実現のために執念を燃やす。紳士的な物腰の美形で、音痴を克服するためにピアノを猛特訓するなど人知れず努力を積んでいるが、他人の前では完璧な人物を装っている。また、それなりに好色である様子。
第1部では正義を掲げ、女神を復活させることで世界平和を実現しようとしており、ドルファとの対決のためにファングと共闘する。ティアラやアリンからちやほやされる一方、ティアラに密かな想いを寄せており、第1部の最後ではファングに対する嫉妬も垣間見せている。邪神編以外、離脱するためか、習得するスキルの数が少ない。
なお、前述のようにティアラやアリンからは様づけで呼ばれて敬われるも、異性としては目を向けられていない。
固有技はファングの「本気」と同じ性能を持つ「正義の覚悟」。ファングと異なり攻撃力をさらに強化する専用アビリティはないが、消費SPを軽減することができるアビリティを持つ。リミットアタックは無数の光を巨大なビームとして放つ「サンライトフレア」。
女神編
目的のためなら罪のない者に刃を向けることも厭わない人物として登場。自らを器にして邪神を復活させ、それを制御して封印することによって世界平和を実現しようとしており、険しい表情や凄惨な表情を見せるようになる。花形を殺害してドルファの総帥に就任し、ドルファを率いてファングと敵対する。
物語の終盤では復活した邪神と一体化し、ラストボス「邪神シャルマン」となるが、邪神の制御に失敗して取り込まれてしまう。その後のラストバトルの最中に、どうにかシャルマンを助けようとするファングの前に幻影となって現れ、既に自分が助からないことを説明し、世界の命運を穏やかな表情で託す。
邪神編
一行が集めたフューリーによって邪神が復活してしまい、世界の改変に巻き込まれるもアリンの影響で記憶を失わずに済み、ファングを探すことになる。
魔神編
女神編同様、冷酷な人物として登場。セプテリオンクラブのメンバーとしてファング達と敵対する。
リュシン
声：中村大樹
シャルマンのパートナー妖聖で、白いロボットの姿をしている。女神編には登場しない。他の妖聖と交流する機会がなかったため、会話の中で特に他意なくシャルマンの秘密を暴露してしまうことがある。
フューリーの基本形態は大振りの片手剣で、光属性の攻撃を扱える。シャルマンとフェアライズした際には真っ白な鎧となって装着される。

エフォール
声：新田恵海
16歳、女性。暗殺者として育てられた、フードを頭にかぶったフェンサーの少女。素直だが機械のように冷淡な言動の人物であり、当初はフェンサーの戦い自体を目的としていた。
「殺（さつ）」が口癖で、ファングと敵対していた際には「殺殺殺殺殺」という単語しか喋らなかったが、仲間となってからはファングの言いつけを守って口癖を封印し、普通に言葉を喋るようになる。全体的に行動などは猫に近い。
彼女のみ初期装備の衣装が2種類用意されており、第1部ではシックな暗殺者装束、第2部ではスコープのついた眼帯とうさ耳フードを身につけ、肌を大胆に露出させた衣装で登場する。仲間になって以降は自由に着せ替えることができる。
第1部ではファングの敵として登場し、2度目の遭遇で返り討ちにされて呆気なく死亡する。
固有技は「暗殺」。発動後は待機状態となり、次の自分の手番が回ってきた際に一定確率で敵を即死させる。ボスなどには効かないが、専用アビリティによって倒せずともダメージが入るようにすることができる。リミットアタックは右肩のキャノン砲から強力な破壊光線を発射する「スーパーノヴァ」。
女神編
当初は再びファングらと敵対するものの、不殺を誓ったファングに餌付けされて彼に懐き、仲間となる。
邪神編
ドルファの構成員だったものの脱退しており、追われていたところをシャルマンらに助けられ、仲間となる。
魔神編
時間逆行後、前の世界の記憶を持たない別人として復活しており、以前と同様暗殺を生業としていたが、ファングらと合流する前のピピンによって性根を叩き直されて善人となっていた。当初は別行動を取っていたものの、一行のピンチに切り札として駆けつけ、仲間となる。なお、このルートでのエフォールの服装はピピンのセンスに因るものということになっている。
果林（かりん）
声：大橋彩香
16歳、女性。エフォールのパートナー妖聖で、白いきつね耳の少女の姿をしている。穏やかな性格で、ケモノ耳好き。登場した当初は「殺」としか言わなかったエフォールの言葉を代弁（通訳）していた。ちなみに、殺といった回数と実際の発言内容の長さはあまり一致せず、エフォールによれば少々誇張な表現も含まれるらしい。
エフォールに普通の女の子らしい生活をさせたいと思っており、エフォールと共に暗殺者の養成機関を脱走したが、果林の考える「普通」の定義がずれており、ファングたちの仲間になるまでは的外れな試行錯誤を繰り返していた。
フューリーの基本形態は弓（「暗殺」発動時は鎌形態になる）で、氷属性の攻撃を扱える。エフォールとフェアライズした際には、全翼機のような翼と肩キャノンを備えた姿となる。足には姿勢制御用のアンカーが装備されており、リミットアタック発動時に使用する。

アポローネス
声：佐藤拓也
24歳、男性。ドルファの四天王を務めるフェンサーで、武士道をきわめる剣士。自己研磨に余念がなく、強者との戦いを待ち望んでいる。エミリという名の妹がいるが、強さを求めるために絆は断ったとのこと。
第1部ではファングとの戦いで戦死するが、ファングは後にそのことを後悔することになる。
固有技は範囲内の敵の攻撃先を自分に変える「挑発」。当然発動後は敵の攻撃に晒されることとなるが、専用アビリティによって発動時に防御力が上昇するようになる。リミットアタックは周囲を闇に包み、高速で敵を切り刻む「懺」。
女神編
第1部同様ドルファ四天王の一角として登場する。ファングの強さが一定レベル以上であるなどの条件を満たすとファングの実力を認めて仲間となるが、条件を満たせなかった場合はファングの誘いを屈辱と受け止め、敗れた後で自害して死ぬ。
邪神編
ドルファの構成員だったが脱退している。ファングを探し、「黒っぽい服を着た目つきの悪いフェンサー」の目撃情報を得た一行と出会い、シャルマンと刃を交え、彼の強さを認めて仲間となる。このルートでは同じく元ドルファという境遇を持つエフォールと面識がある。
魔神編
エミリとともに暮らしており、セプテリオンの駒として活動していたが、知らずのうちにワインを口にしており現在は酒に入り浸る堕落した生活を送っている。
セグロ
声：前田俊文
アポローネスのパートナー妖聖で、見た目は黒い東洋風の龍。とても目立つ。
フューリーの基本形態は両手持ちの大剣で、闇属性の攻撃を扱える。アポローネスとフェアライズした際には両肩の盾となって装着される。

ロロ
声：井口裕香
12歳、女性。ファングの旅の手助けをする、情報屋兼便利屋の少女。小柄で金髪碧眼、大きなリボンにひらひらしたフリルドレスというかわいらしい姿をしているが、かなりの守銭奴。隙あらばファング一行に高額の報酬を要求し、お金の魅力を熱く語る。お金を貯めて何かをしたい訳ではなく、貨幣自体が興味の対象。ゲームの本編は、彼女に報酬金を支払ってフューリーの情報を購入するという形で進んでいく。
人間と区別のつかない外見をしているが、その素性はパートナーを必要としない特殊型の妖聖で、単独での戦闘やフェアライズが可能（パーティーメンバーで彼女の正体に気付いていたのはハーラーのみ）。戦闘時はなかなか物騒な言い回しを用いる。
フューリーの基本形態は巨大なソフトクリームのような形状の槍で、光属性の攻撃を扱える。フェアライズした際には背中に蝶のような羽を備えた魔法少女風の姿に変身し、変身シーンも他のキャラクターとは異なり、自らの武器に貫かれる演出が入らない。一部の技には金貨が飛散するエフェクトがある。
固有技は一定確率で戦闘終了後の取得ゴルドを増加、または低下させる「ゴルドの輝き」。リミットアタックは怒涛の連続攻撃で敵を貫き、エネルギーを込めたフューリーを投げつけて炸裂させる「マジカルマジカル」。
女神編
条件を満たすとラストダンジョンの直前でファングの仲間になるが、そのために満たさなければならない条件は「本作の最終目標」と形容されるほどに難しい。
マリアノ
声：田辺留依
24歳、女性。見た目は可憐なドレスに身を包んだ美しい女性であるが、ドルファの四天王でもあるフェンサー。「天に召しませ」が口癖（いくつかのバリエーションがある）。ドルファを頂点とした管理社会を理想と考えており、人々を正しく導くためフューリーを集めている。慈善事業を任されており、ドルファが運営する孤児院をよく訪れ、ハープの演奏を聴かせるなど優しげに振舞う。一目見ただけで孤児たちの些細な変化などにも気付き、孤児たちからも慕われている。
PS3版ではファングたちと戦闘になった際に孤児たちを人質にする、彼女の人徳を慕って戦死したザギに侮蔑の言葉を投げかけるなど冷酷な人物として描かれていたが、『ADVENT DARK FORCE』ではこれらの描写は変更されている。マリアノ役を演じた田辺は、台詞の上では嫌な人物として演じたものの、彼女の本心は別にあるのだとする説明をしている。また『ADVENT DARK FORCE』で追加された会話イベントでは、恵まれない境遇の孤児たちを憂うあまり、邪神の力を求めていたことが示唆されている。
固有技は範囲内の敵にランダムで何らかの状態異常を付与する「威圧」。リミットアタックは斬撃、刺突の連撃を叩き込み、エネルギー球に敵を閉じ込める「モーメンタリアレクイエム」。
女神編
時間逆行前の最後の敵として登場するが、ファングらに倒される。逆行後もドルファの四天王の一角として登場するものの、ドルファの総帥に就任したシャルマンの身勝手な正義に疑問を抱きながら一行と幾度も相対し、最終的には最後まで生存する。エンディングではドルファの新社長に就任した。
邪神編
邪神を制御下に置いていたため世界の改変後も記憶を保持したままとなっているが、徐々に邪神に身も心も蝕まれ、最終的に女神の力を開放したアリンとファングの手によって滅ぼされる。
魔神編
ドルファのメンバーだったためにセプテリオンに捕らえられており、セプテリオンに対抗すべく同志を集めていたファングたちに助けられる。一度はこれを拒否するものの、偽りの正義をかざすセプテリオンの野望を打ち砕くため、そしてもう一度人々を正しく導くため、意地もプライドも捨ててファングたちの仲間となる。パーティーメンバーに加わったことで意外な一面も覗かせるようになった。
クララ
声：豊田萌絵
マリアノのパートナー妖聖で、見た目は白く、丸い物体に角とコウモリの羽が生えたような生物。マリアノを大変慕っており「マリアノ様」と呼ぶ一方、かわいらしい見た目に反して凄まじい毒舌家でもあり、マリアノと対立する者を「下等生物」として見下している。マリアノを慕うあまり、彼女のこととなるととても口が軽くなる。
フューリーの基本形態は小ぶりな槍（『ADVENT DARK FORCE』で判明）で、パーティーメンバーで唯一風と雷の二つの属性を扱える。マリアノとフェアライズした際は後光のように展開した翼と、左右に独立して浮遊する一対の目玉のような姿となって装着される。なお、敵として登場する際はフューリーに手を加えて融合係数を高めているため、マリアノの大きく広がったスカートに収まるようなかたちで巨大化し、大きな口と腕を備えた禍々しい姿となる。

### ドルファ・ホールディングスの関係者
主人公側と敵対する組織。食品、不動産、旅行サービス、孤児院の経営、地域振興などを行っている総合企業という設定だが、陰では邪神の復活による世界征服を企んでいる。企業の目的が反社会的で、しかも表向きの企業イメージに反して社員の労働環境が悪いことから、劇中ではファングから「ブラック企業」と揶揄される場面もある。加えて、開発するものは欠陥品が多い。魔神編では潰れてしまった。
パイガ・パイロン
声：上田燿司
44歳、男性。ドルファの四天王であるフェンサー。七三分けで、小心なサラリーマン然とした振る舞いの人物。
戦闘に参加することはまれで、他の四天王の監視役として戦場へ向かうことがほとんどである。報・連・相を重視しているが、現場での対処を良しとする社長や同僚たちからは理解されず、臆病者として軽んじられている。
妻子持ちで、仕事の合間にも家族のことを気にかける一方、ザンクが無抵抗な一般人を虐殺しているのを目の当たりにしても、自分自身の保身やドルファの体面しか気にかけないという酷薄な一面も見せる。ただ、いざという時は奮い立つだけの気概は一応持ち合わせている。
ビビア
声：安田奈緒子
年齢不詳、女性。パイガのパートナー妖聖で、見た目はネズミの耳をした、色気のある女性。よく情けない態度のパイガを非難している。
パイガとフェアライズした際には、ネズミ耳とカギ爪を備えた甲冑のような姿となる。

マリアノ
「#パーティーキャラクター」を参照。
クララ
「#パーティーキャラクター」を参照。

ザンク
声：松岡禎丞
22歳、男性。ドルファの四天王を務めるフェンサーだが、ドルファの関係者であることは世間には伏せられている。好戦的で残虐な快楽殺人鬼で、フューリーを獲得するためにソルオール村という集落を占拠し、娯楽のために村人同士を殺し合わせている。
第1部でも第2部でも、ソルオール村を訪れたファングと戦い敗れる。第1部では逃げ延びたところをシャルマンに殺害される。
女神編
仲間にならないかというファングの誘いに乗ったふりをして反撃を試みるが、部下であったガルドに殺害される。
邪神編
臆病者だったが、ガルドを落として凶暴化する。最後の戦いでファング達に敗れ、自殺する。
魔神編

デラ
声：古川由利奈
17歳、女性。ザンクのパートナー妖聖で、彼と似たような性格。そのため、フェンサーと信頼関係で結ばれる他の妖聖とは異なり、ザンクとは互いに利用しあう関係であるという設定である。
ザンクとフェアライズした際のフューリーフォームは、長い触手やチェーンソーを備えた怪物的な姿をしており、その異様さでファングたちを驚かせた。これは本来の姿ではなく、改造されたものらしい。

アポローネス
ドルファ四天王の一人。「#パーティーキャラクター」を参照。
花形
声：弦徳
52歳、男性。ドルファ・ホールディングスの社長。フューリーを集めて邪神を復活させることで世界を征服しようとしている。女神編では志半ばでシャルマンに殺害されてしまう。魔神編では収容所から脱獄した時にノイエに殺害されてしまう。邪神編では登場しない。
バーナード
声：村上幸平
35歳、男性。花形の補佐役を務めるドルファ幹部で、四天王の上司にあたる人物。実は邪神の血を引く一族の末裔だが、同じ一族であるティアラと違って邪神の復活を一族の悲願とする。表向きはドルファに忠誠を誓っているが、内心では目的のために利用するつもりでいる。
第1部ではファングたちと2度戦い、当初はファングらを圧倒するものの、再戦時には敗れて死ぬ。
女神編
花形がシャルマンに殺害されると即座に鞍替えし、シャルマンをドルファの総帥に祭り上げる。自分と同じく邪神の血を引くティアラを生贄としてつけ狙うが、最終的には自分自身が邪神の生贄にされて不本意な最期を遂げる。
劇中では冷徹な人物として描かれるが、その一方、日曜大工やガーデニングを愛好しているという裏設定もある。
ブラッディ
声：駒形友梨
年齢不詳、女性。バーナードのパートナー妖聖。秘書としての能力が高く、他社からのオファーも絶えないとされるが、本人はバーナードに忠誠を誓っている。
バーナードとフェアライズした際にはモンスター的な姿となる。

シャルマン
女神編でドルファの新たな総帥に就任する。「#パーティーキャラクター」を参照。
ガルド
当初はザンクの部下として登場するフェンサー。「#パーティーキャラクター」を参照。
ザギ
声：小野賢章
19歳、男性。マリアノの親衛隊長。かつてリストラの対象となり失職しかけたところをマリアノに拾われたという経歴を持っており、マリアノに対して盲目的な忠誠心を抱いている。劇中ではマリアノから省みられることはなかったものの、第1部でも女神編でも邪神編でも最期までマリアノに忠義を尽くして戦死する。魔神編ではセプテリオンクラブのメンバーとなっている。

### その他の登場人物
ロロ
情報屋の少女。「#パーティーキャラクター」を参照。
エミリ
声：三澤紗千香
18歳、女性。アポローネスの妹。年齢に比べると若干幼げな姿をしている。
第1部では、アポローネスを殺害したファングへの復讐を誓うが、本人であると気がつかないままファングと親しくなる。ファングはこの出会いで後味の悪い思いをし、女神編で時間が巻き戻った際には不殺を誓うことになる。本人は邪神編のエピローグと魔神編で登場する。
女神
声：井上喜久子
太古に邪神と戦って封印された女神。全身を無数のフューリーに刺し貫かれている。甲冑を身に纏い顔をマスクで覆い隠しているが、ゴッドリプロダクトによりフューリーを引き抜いていくと鎧が脱げて肌があらわになっていく。素肌の上には模様のようなものが描かれているが、ボディペイントではなく衣装であるという設定。マスクの下の素顔も設定されているが、ゲーム本編では見ることができない。
なお、女神を復活させると願いが叶うとされる。非常に眉唾くさいが、この伝説は事実であり時間遡行といった奇跡も可能とする。
邪神
声：野宮一範
太古に女神と戦って封印された邪神。全身を無数のフューリーに刺し貫かれている。ゴッドリプロダクトによって胸を刺し貫くSランクのフューリーを引き抜くと復活して襲いかかってくる。女神編の終盤ではシャルマンと融合した形で復活、又は邪神編の終盤ではマリアノと融合した形で復活し、ラストボスとなる。

## 開発
ジャンルがRPGとなることだけは最初から決まっており変更はなかったが、開発中はさまざまな紆余曲折があったという。
無数の剣（フューリー）を集めていくという設定は企画当初からあったが、「女神」と「邪神」に刺さった無数の剣を抜いていき、入手した剣をワールドマップに刺していくというゲームシステムは、ゲーム中で大量に入手することになる剣の置き場所をどうするかという試行錯誤から決まった。文章による設定を元に天野喜孝による、無数の剣に貫かれた「邪神」のビジュアルが決まり、そのデザインに迫力負けしないようにという方向性で、邪神と対になる「女神」の姿が平野克幸によってデザインされた。メインタイトルのロゴには、剣に胸を刺し貫かれる女神のシルエットがデザインされているが、この構図はゲーム本編第1部の終わりでヒロインの一人が絶命する場面にも流用され、二重の意味が持たされている。
多くの特撮変身ヒーロー作品の脚本に参加した経験のある井上敏樹の起用は、井上のファンであったディレクターの伊藤謙の要望で立案され、本作の方向性としても、井上が手がけた『仮面ライダーアギト』『仮面ライダー555』のようなシナリオが想定されていた。井上がゲーム作品のシナリオを手がけるのは本作が初めてで、それどころか井上自身もあまりRPGで遊んだ経験がなかったというが、コネクションがあったことなどから参加が実現した。
キャラクターデザインは『ネプテューヌ』シリーズも手がけたつなこが担当し、井上のシナリオが完成する前から準備が進められていた。当初のキャラクターデザインでは、主人公のファングは「爽やかな好青年」というイメージで描かれ、ヒロインの一人であるティアラも白基調の衣装にピンク色の髪、碧眼、といった明るい色調が想定されていた。しかし初期に想定されていたデザインは、完成した井上のシナリオで描かれている人物像とそぐわず、デザインの変更を要した。主人公の容姿は「だらしなく怠惰な印象の人物が成長していく」という方向性で描き改められたほか、ヒロインは性格や出自に合わせる形で、黒いゴシックロリータ風の衣装と赤い瞳のデザインに変更されている。ただし、もう一人のヒロインであるアリンのように、最初から方向性が変わらなかった登場人物もいる。
劇中の楽曲のうち、タイトル画面で流れるメインテーマ、通常戦闘曲、ラストボス曲、ワールドマップの曲などは、植松伸夫を中心とするEARTHBOUND PAPASのメンバーによって作曲されている。その他、街、フィールド、大半の中ボスキャラクターの曲、イベント曲の一部などは過去のコンパイルハートの作品にも参加してきた金子憲次が、挿入歌やキャラクターのテーマ曲などは磯江俊道を中心とするZIZZ STUDIOが手掛けている。植松が作曲したメインテーマ曲はゲーム起動後のタイトル画面の曲として作られ、長大で変化に富んだ、後半に向けて大きく盛り上がっていくような曲として完成したものの、プレイヤーがすぐにゲームを開始するとイントロ部分だけでスキップされてしまうという判断から再検討がなされ、エンディング曲としても使われることとなった。ゲームのエンディングでは、ChouChoが歌うエンディング曲の後に続けて、植松によるメインテーマ曲が流れるという構成が取られている。
なお、タイトルや女神・邪神のデザイン、略称などがFFシリーズに似ているが、関係はないと思われる。
- 邪神デザイン - 天野喜孝
- 女神デザイン - 平野克幸
- サウンド - 植松伸夫、EARTHBOUND PAPAS、金子憲次、ZIZZ STUDIO
- キャラクターデザイン - つなこ
- シナリオ - 井上敏樹
- ディレクター - 伊藤謙

## 主題歌・挿入歌

### 主題歌
オープニングテーマ「Resonant World」
作詞・作曲・編曲 - R・O・N / 歌 - 松永真穂（from StylipS）
エンディングテーマ「光」
作詞・作曲 - 矢吹香那 / 編曲 - 菊谷知樹 / 歌 - ChouCho

### 挿入歌
挿入歌はZIZZ STUDIOが手掛けている。英題がつけられている4曲は歌詞も英語で歌われているが、ZIZZ STUDIOから発売されたサウンドトラックCDの歌詞カードには英語歌詞と併記して日本語訳も掲載された。
「FULL CONTACT」
作詞 - 渡邊カズヒロ / 作曲・編曲 - 磯江俊道 / 歌 - ワタナベカズヒロ
物語前半で、戦闘中にフェアライズ（変身）を使用した時に流れる戦闘BGM。物語後半では「All Our Mighit Tonight」と差し替わる。本編プロローグ後に流れるムービーでも使用されている。
「All Our Mighit Tonight」
作詞 - 渡邊カズヒロ / 作曲・編曲 - 磯江俊道 / 歌 - 早乃香織
物語後半でファングとアリンのフューリーフォームが変化して以降、「FULL CONTACT」と差し替わる形で、戦闘中にフェアライズ（変身）を使用した時に流れるようになる戦闘BGM。
「絆のキセキ」
作詞 - 渡邊カズヒロ / 作曲・編曲 - 黒川陽介 / 歌 - Kanako.s
イントロ部分がリミットアタック（超必殺技）やオーバーリミットアタック（最終必殺技）の使用時に流れる。物語終盤のイベントではボーカル曲としてフルバージョンが流れる。
「時のゆりかご」
作詞・歌 - A.m.u. / 作曲・編曲 - 泉邦弘
ヒロインの一人であるティアラと親睦を深める場面や、ティアラエンドで流れる挿入歌。
「女神の追憶」
作詞・歌 - 早乃香織 / 作曲 - 黒川陽介 / 編曲 - 黒川陽介・筒井香織
ヒロインの一人であるアリンと親睦を深める場面や、アリンエンドで流れる挿入歌。歌詞の内容は、記憶喪失だった自分を支えてくれた「君」のことを忘れたくないという思いを抱きつつも、別れの時を迎えてしまうという、ゲームのエンディングにおける展開やアリンの台詞に沿ったものとなっている。
「Clockwork Universe 〜ドルファのテーマ〜」
作詞 - 渡邊カズヒロ・A.m.u / 作曲・編曲 - 加藤敏樹 / 歌 - A.m.u.
ドルファ幹部たちが密談をする場面でBGMとして流れる挿入歌。
「Times's Out」
作詞 - 渡邊カズヒロ / 作曲・編曲・歌 - Vertuex
モンスターと戦闘してアイテムを入手できるミニゲーム「シュケスーの塔」でフロア選択時にBGMとして流れる挿入歌。

## Microsoft Windows版
2014年12月24日に親会社のアイディアファクトリーのアメリカ子会社、Idea Factory International, Inc.から、フェアリーフェンサー エフのMicrosoft Windows版がSteamにて発売されることが発表された。翌年の2015年8月4日に海外のみに発売され、翌日の2015年8月5日にはPlayStation 3版で発売されたDLCもすべて同時配信された。英語版の移植となっており、日本語は吹き替えのみサポートする。タイトルはFairy Fencer F。
Microsoft Windows版においては、最大1080pまでの解像度の対応やフレームレートの60fpsへの向上、Steam 実績、Steam トレーディングカード、Steam クラウドへの対応がなされている。
また、Microsoft Windows版は海外向けに発売されているため、日本国内からは購入が不可能となっている。

## フェアリーフェンサー エフ ADVENT DARK FORCE
2015年11月5日に発売されたPlayStation 4移植版。新規シナリオおよびキャラクターなどを追加要素としている。
原作のシナリオに加え、第2部のルートが2つ追加されている。また、原作シナリオの方も一部ユーザーから批判があった所は修正・追記が施されている。
ゲームシステム的には、戦闘参加メンバーに増えた他、フェアライズ中のテンションの減少量が大幅に軽減されたりなどしている。

### ストーリー（ADVENT DARK FORCE）
「第1部」での行動によって第2部が分岐する。
Aルート 女神編
「#第2部」を参照。
Bルート 邪神編
女神復活に必用な準備を整え、儀式を執り行うための聖域へと向かうファングたちだが、ドルファの妨害により乱戦となる。その最中に自分達の行動が原因で邪神が復活する。その圧倒的な力の前に敗北し、ファング達は邪神の力によって開いた次元の穴に吸い込まれる。飛ばされたアリンの目の前にはファングはおらず、シャルマンとリュシンが代わりにいた。シャルマンと行動を共にするアリンだったが、そこで目にしたのはちんぴらフェンサーをカツアゲするティアラの姿だった。
Cルート 魔神編
邪神が復活する経緯は邪神編と同じだが、ファング達はその邪神を完全に撃ち滅ぼす事に成功する。しかし邪神を失った事で狂乱したバーナードの凶刃がファングに迫った矢先、ティアラが庇って命を落とす。その結果に納得できないファングに女神の力が解放され、時間を逆行する。そこでファングは正義会と名乗る連中に処刑されかけているガルドを救出して脱出するが、そこに現れたのはセプテリオンクラブのメンバーとなったシャルマンだった。

### 『ADVENT DARK FORCE』での追加キャラクター
これらの登場人物は、全員魔神編のみ登場。
魔神
『ADVENT DARK FORCE』で重要な位置に存在する第3の神。デザインは天野喜孝。女神と邪神が戦う以前に眠りについていた。
セプテリオンクラブが復活を目論んでおり、第1部で邪神がファング達によって完全に滅んだ事により封印がほころび活性化。セプテリオンクラブが販売するワインとして偽装した魔神の血を飲ませた人々を生贄にし、ジュヌーンを器として復活する。
ジュヌーン
声：藤村歩
謎の組織「セプテリオンクラブ」の幹部。常に高飛車で芝居がかった物言いをし、理由は不明ながら、市民に対して超高級ワインをローンを組ませてまで売り付けている。
その正体は、アンジュがお祖父様と呼ぶ人物に所属する人間。セプテリオンクラブが販売するワインの正体は魔神の血であり、それを飲ませる事で魔神復活の生贄にしていた。自身を魔神の憑代とし、圧倒的な力を見せるものの、女神の干渉によって生贄にされた人達が解放され弱体化。最後はファング達によって魔神ともども滅ぼされる。
ノイエ
声 : 萩野崇
29歳、男性。セプテリオンクラブに所属する殺し屋。厭世家で「早く死にたい」が口癖。ジュヌーンとは恋人関係にあったが、互いに認めようとせず罵倒し合っている。ファングと激闘を繰り返していくうちに彼に未来を感じ仲間になる。
他のパーティーメンバーとは異なり、魔神の血を動力とした人造フューリーを所有しているため、パートナー妖聖が存在しない。固有技は破壊可能個所を持つモンスターに対して本体以外の個所を攻撃する「スナイプ」で、専用アビリティによって威力が上昇するようになる。リミットアタックは2発撃ちこんだ後、蹴りを入れて最後の一撃を撃つ「エンドストライク」。
フューリーの基本形態はバハスと同じ拳銃で、闇属性を扱える。フューリーフォームは状況によって頭部を覆う大型の背部ユニットと両腕と両足のプロテクターを装着する。
チアキ
声 : 小澤亜李
ジュヌーンが送り込んだシャルマンの監視役。シャルマン曰く、死んだ姉に似ているという。
パピン
声：玄田哲章
ピピンと容姿が酷似しており、ピピンから「親父殿」と呼ばれているが実の親子かは不明。秩序を重んじており、時代めいた物言いをする。正義を妄信するあまり、修羅に堕ちてしまう。
モモエ
声：豊田萌絵
アンジュ
声：佳村はるか
魔神編のエンディングで登場する謎の女性。お祖父様と呼ぶ人物に所属する人間で、ジュヌーンの失敗により自身が向かう事を決意する。
イリス
声：小松郁
謎の老人
声：伊智生士治
魔神編のエンディングで登場するアンジュがお祖父様と呼ぶ謎の人物で、ジュヌーンを送り込んだ黒幕。
正義会兵士
声：宮本克哉

### 主題歌・挿入歌（ADVENT DARK FORCE）

#### 主題歌（ADVENT DARK FORCE）
オープニングテーマ「閃光リフレイン」
作詞・作曲・編曲 - R・O・N / 歌 - StylipS
女神編エンディングテーマ「奇跡はそう、ここにあると」
作詞 - 渡邊カズヒロ / 作曲・編曲 - 大山曜 / 歌 - Sakina
魔神編エンディングテーマ「Fantastic Field」
作詞・作曲 - 宮崎まゆ / 編曲 - 賀佐泰洋 / 歌 - 能登有沙（from StylipS）
邪神編エンディングテーマ「Fate of Faith」
作詞 - 松井洋平 / 作曲・編曲 - AstroNoteS / 歌 - 能登有沙（from StylipS）

#### 挿入歌（ADVENT DARK FORCE）
「All Our Mighit Tonight -ADF ver-」
作詞 - 渡邊カズヒロ / 作曲・編曲 - 磯江俊道 / 歌 - 早乃香織
「FULL CONTACT -ADF ver-」
作詞 - 渡邊カズヒロ / 作曲・編曲 - 磯江俊道 / 歌 - ワタナベカズヒロ

## フェアリーフェンサー エフ Refrain Chord
PlayStation 4、PlayStation 5、Nintendo Switch用ソフト。2022年9月15日発売。

### 主題歌・挿入歌（Refrain Chord）

#### 主題歌（Refrain Chord）
オープニングテーマ「祈りの音色」
作詞 - 川住かつお / 作曲・編曲 - 大山曜 / 歌 - フルール（石川由依）
エンディングテーマ「キオクの狭間」
作詞 - micco / 作曲・編曲 - 菊池達也 / 歌 - marble
エンディングテーマ「ヒカリの鼓動」
作詞 - micco / 作曲・編曲 - 菊池達也 / 歌 - 木須実怜花

#### 挿入歌（Refrain Chord）
「契りの花びら」
作詞 - 川住かつお / 作曲・編曲 - 大山曜 / 歌 - 石田燿子
「秘鍵の記憶」
作詞 - 川住かつお / 作曲・編曲 - 大山曜 / 歌 - nicamoq
「兆しの種」
作詞 - 川住かつお / 作曲・編曲 - 大山曜 / 歌 - 橋本みゆき
「永遠の物語」
作詞 - 川住かつお / 作曲・編曲 - 大山曜 / 歌 - 春奈るな
「影と境界」
作詞 - 川住かつお / 作曲・編曲 - 大山曜 / 歌 - 海月咲希（仮面女子）
「極夜氷雪」
作詞 - 川住かつお / 作曲・編曲 - 大山曜 / 歌 - 日笠陽子
「燐火」
作詞 - 川住かつお / 作曲・編曲 - 大山曜 / 歌 - 織田かおり
「道化」
作詞 - 川住かつお / 作曲・編曲 - 大山曜 / 歌 - 玉置成実
「悪果」
作詞 - 川住かつお / 作曲・編曲 - 大山曜 / 歌 - 富士葵
「千夜呪い」
作詞 - 川住かつお / 作曲・編曲 - 大山曜 / 歌 - 結城アイラ
「狂火繊月」
作詞 - 川住かつお / 作曲・編曲 - 大山曜 / 歌 - 米倉千尋

## 関連作品

### 初回限定版
本作の初回限定版は『フェアリーフェンサー エフ リミテッドエディション』と銘打たれ、通常版の内容に加えて、鐘弘亜樹による外伝小説「闇に咲く花」と、ドラマCD「秘密のデートCD」が付属した。

### CD
ゲーム本編のオープニングテーマとエンディングテーマを収録した主題歌CD、および劇伴曲を収録したサウンドトラックCDが発売された。

### 小説
2014年8月には、鐘弘亜樹による外伝小説『フェアリーフェンサー エフ 〜砂塵のマントを纏う者たち〜』が、桜ノ杜ぶんこ（一二三書房）より発売された。イラストはうりも。
- 『フェアリーフェンサー エフ 〜砂塵のマントを纏う者たち〜』 2014年8月20日発行（2014年8月5日発売[79]）、ISBN 978-4-89199-283-5